# Jared Sullinger
Jared Sullinger, né le 4 mars 1992 à Columbus dans l'Ohio, est un joueur américain de basket-ball. Il mesure 2,03 m, et évolue aux postes d'ailier fort et pivot.

## Biographie

### Carrière universitaire
À son arrivée à l'université, Sullinger est considéré comme un joueur prometteur. Il est notamment classé deuxième meilleur lycéen par ESPN. Dès sa première saison, il s'affirme comme un des tout meilleurs joueurs universitaires si bien que beaucoup l'annoncent déjà partant pour la NBA en fin de saison. Mais, conscient qu'il doit encore progresser et refroidi par la grève en NBA, il décide de continuer une année supplémentaire dans l'équipe des Ohio State Buckeyes. Il est en fin de saison nommé dans l'équipe Consensus All-America Teams, équipe établie d'après les classements All-America de l'Associated Press, l' United States Basketball Writers Association (USBWA), la National Association of Basketball Coaches et Sporting News. Il est classé All-America par ces quatre organismes.
Lors de la saison 2011-2012, il réalise les mêmes prestations que la saison précédente, prouvant ainsi sa très grande valeur. Grâce à ses belles performances, Jared Sullinger emmène les Buckeyes au Final four du tournoi final de la NCAA, (défaite en demi-finale sur le score de 64 à 62 face aux Jayhawks du Kansas). Il est nommé pour la deuxième saison consécutive dans la Consensus All-America Teams, avec de nouveau quatre titres All-America - Associated Press, USBWA, NABC et Sporting News.

### Carrière NBA
Le 4 avril 2012, il annonce son intention de se présenter à la draft 2012 de la NBA. Ses problèmes de dos inquiètent les recruteurs et il n'est choisi qu'en 21e position par les Celtics de Boston.
Après un bon début de saison rookie, il se blesse au dos en février 2013 et ne terminera pas la saison.
Il revient en forme pour la saison 2013-2014 où il améliore nettement ses statistiques, terminant notamment la saison avec une moyenne de 13,3 points, 8,1 rebonds et 1,6 passe par match.
Il est attendu comme le futur au poste 4 dans une équipe des Celtics en pleine reconstruction.
Jared Sullinger est élu joueur NBA de la semaine (du 3 au 9 février 2014) pour la conférence Est après avoir effectué trois double-double contre Philadelphie (19 points, 10 rebonds), Sacramento (31 points, 16 rebonds) et Dallas (11 points, 12 rebonds).
Ses bonnes performances lui permettent d'être sélectionné pour le Rising Stars Challenge lors du NBA All-Star Game 2014. Malgré la défaite de son équipe, il termine le match avec 13 points, 2 rebonds, 4 passes décisives pour 20 minutes de jeu.
En juillet 2016, il est coupé par les Celtics et s'engage avec les Raptors de Toronto.
Le 23 février 2017, il fait partie d'un échange qui l'envoie aux Suns de Phoenix ainsi que deux tours de draft en échange de P. J. Tucker qui fait le chemin inverse vers la franchise canadienne. Sullinger est toutefois licencié dès le lendemain.
En septembre 2017, il signe en Chine avec les Shenzhen Leopards pour une saison. En août 2018, il signe un nouveau contrat d'une saison avec le club chinois. Le 16 janvier 2018, il devient l'un des seuls joueurs de l'histoire du championnat chinois à inscrire plus de 40 points et prendre 30 rebonds dans un seul match face aux Shandong Golden Stars.

## Palmarès
- 2010 : Naismith Prep Player of the Year Award

## Records sur une rencontre en NBA
Les records personnels de Jared Sullinger en NBA sont les suivants, :
| Type de statistique        | Saison régulière | Saison régulière                  | Saison régulière | Playoffs | Playoffs                 | Playoffs      |
| Type de statistique        | Record           | Adversaire                        | Date             | Record   | Adversaire               | Date          |
| -------------------------- | ---------------- | --------------------------------- | ---------------- | -------- | ------------------------ | ------------- |
| Points                     | 31               | Kings de Sacramento               | 7 février 2014   | 21       | Cavaliers de Cleveland   | 26 avril 2015 |
| Paniers marqués            | 14               | Kings de Sacramento               | 7 février 2014   | 9        | Cavaliers de Cleveland   | 26 avril 2015 |
| Paniers tentés             | 25               | 76ers de Philadelphie             | 29 janvier 2014  | 17       | Cavaliers de Cleveland   | 26 avril 2015 |
| Paniers à 3 points réussis | 4                | 5 fois                            | 5 fois           | 2        | @ Cavaliers de Cleveland | 21 avril 2015 |
| Paniers à 3 points tentés  | 9                | 2 fois                            | 2 fois           | 4        | 2 fois                   | 2 fois        |
| Lancers francs réussis     | 10               | Raptors de Toronto                | 15 janvier 2014  | 2        | 3 fois                   | 3 fois        |
| Lancers francs tentés      | 14               | Raptors de Toronto                | 15 janvier 2014  | 5        | Cavaliers de Cleveland   | 26 avril 2015 |
| Rebonds offensifs          | 9                | 2 fois                            | 2 fois           | 4        | Cavaliers de Cleveland   | 26 avril 2015 |
| Rebonds défensifs          | 16               | @ Pelicans de La Nouvelle-Orléans | 7 décembre 2015  | 7        | Cavaliers de Cleveland   | 26 avril 2015 |
| Rebonds totaux             | 20               | 2 fois                            | 2 fois           | 11       | Cavaliers de Cleveland   | 26 avril 2015 |
| Passes décisives           | 7                | 3 fois                            | 3 fois           | 3        | @ Hawks d'Atlanta        | 16 avril 2016 |
| Interceptions              | 4                | 2 fois                            | 2 fois           | 1        | @ Hawks d'Atlanta        | 16 avril 2016 |
| Contres                    | 4                | 3 fois                            | 3 fois           | 1        | 3 fois                   | 3 fois        |
| Balles perdues             | 5                | 3 fois                            | 3 fois           | 2        | 4 fois                   | 4 fois        |
| Minutes jouées             | 39               | Raptors de Toronto                | 15 janvier 2014  | 28       | Cavaliers de Cleveland   | 26 avril 2015 |

- Double-double : 64 (dont 1 en playoffs)
- Triple-double : 0

## Divers
En septembre 2012, il s'engage avec l'équipementier Jordan Brand qui n'est autre que la marque de Michael Jordan.